# Cléber Nascimento da Silva
Cléber Nascimento da Silva (* 13. června 1986, São Paulo) je brazilský fotbalový záložník či útočník, od července 2017 působící ve slovenském týmu FC ViOn Zlaté Moravce – Vráble. Mimo Brazílii působil na klubové úrovni v Arménii, Česku a na Slovensku. S manželkou má dvě dcery, umí mluvit slovensky. Jeho oblíbenými mužstvy jsou FC Barcelona a Manchester United FC.

## Klubová kariéra
Svoji fotbalovou kariéru začal v klubu São Carlos FC, jehož je odchovanec. V lednu 2006 přestoupil do Arménie, kde se stal posilou Miky Jerevan.

### FC Artmedia Petržalka
V zimním přestupovém období sezony 2007/08 zamířil z Jerevanu do slovenského celku Artmedia Petržalka.

#### Sezóna 2007/08
Svoji ligovou premiéru si připsal v 19. kole hraném 1. 3. 2008 proti Dukle Banská Bystrica, odehrál první poločas a poté ho vystřídal na hrací ploše Branislav Fodrek. Utkání skončilo remízou 2:2. První gól v dresu Petržalky zaznamenal v souboji s ViOnem Zlaté Moravce (výhra 4:0), když ve 42. minutě zvyšoval na rozdíl třídy. Podruhé skóroval 31. května 2008 proti týmu FK ZŤS Dubnica nad Váhom, po více než hodině zápasu otevřel skóre. Petržalka nakonec zvítězila v poměru 2:0. V ročníku 2007/08 získal s Artmedií ligový titul. Během půl roku odehrál 12 ligových střetnutí.

#### Sezóna 2008/09
S mužstvem postoupil přes maltský klub Valletta FC (výhry 2:0 a 1:0) a tým Tampere United z Finska (výhry 3:1 a 4:2) do třetího předkola Ligy mistrů UEFA 2008/09. Petržalka po prohře 0:4 a remíze 1:1 nepostoupila přes slavné italské mužstvo Juventus FC a následně vypadla po porážkách 0:4 a 0:2 i v úvodním předkole Poháru UEFA 2008/09 s klubem SC Braga z Portugalska.
Poprvé v sezoně se prosadil 2. 8. 2008, když se trefil ve 20. minutě a podílel se na výhře 2:1 na půdě týmu FC Nitra. Svoji druhou branku zaznamenal v následujícím pátém kole v bratislavském derby proti Slovanu, Petržalka podlehla městskému rivalovi v poměru 1:4. Na podzim 2008 nastoupil v lize k 11 zápasům, ve druhé části ročníku hostoval v mužstvu 1. FC Slovácko.

### 1. FC Slovácko
V lednu 2009 odešel do Česka na Slovácko, kam přišel z Petržalky na půlroční hostování s opcí.

#### Sezóna 2008/09
V dresu Slovácka debutoval 7. března 2009 v 17. kole druhé ligy v souboji s Vysočinou Jihlava (výhra 3:0), odehrál celých devadesát minut a po půl hodině svým gólem zvyšoval na 2:0. Podruhé skóroval proti rezervě Sparty Praha, když v 17. minutě otevřel skóre střetnutí. Slovácko nakonec náskok neudrželo a remizovalo s protivníkem 1:1. Dalšího přesného zásahu docílil 6. 6. 2009 v souboji s klubem SFC Opava (výhra 2:1). V ročníku 2008/09 Slovácko postoupilo do první ligy, jelikož odkoupilo licenci od druhého Zenitu Čáslav, který postup odmítl. Zároveň tým došel až do finále Poháru ČMFS, kde na neutrální půdě na pražském Stadionu Evžena Rošického podlehl mužstvu FK Teplice 0:1. I tak se jednalo ze strany Slovácka o velký úspěch, protože jen výjimečně druholigový celek postoupí až do finále domácího poháru. Během půl roku si připsal 13 ligových startů, chyběl pouze ve 28. kole kvůli trestu za čtyři žluté karty.

#### Sezóna 2009/10
V létě 2009 vypukl spor mezi Slováckem a Baníkem Ostrava. Cléber údajně dostal povolení připravovat se s Baníkem, což Slovácko odmítlo. Následně nastoupil za Slovácko v prvním kole ročníku 2008/09 proti Viktorii Plzeň (prohra 2:3), ale jeho start byl podle Baníku z důvodu podepsaného kontraktu s Ostravou neoprávněný a žádal pro hráče pokutu. Brazilský fotbalista totiž uzavřel tříletý kontrakt s Baníkem, ale Slovácko poté uplatnilo opci a Cléber tak byl smluvně vázán ve dvou mužstvech. Celou "kauzu" řešila disciplinární komise, které udělila hráči pokutu ve výši 60 000 Kč a Cléber musel setrvat na Slovácku.
Celkem si v sezoně připsal 26 zápasů v lize, kterou Slovácko hrálo po dvouleté pouze. Zároveň pomohl svému klubu ke 14. místu prvoligové tabulky a tedy k záchraně v nejvyšší soutěži.

### SC Corinthians Alagoano
V roce 2011 se Cléber vrátil po několika letech do Brazílie. Stal se posilou celku SC Corinthians Alagoano, působícím ve druhé lize. V týmu byl oporou a během celého svého angažmá nastřílel 11 gólů ve 36 ligových utkáních.

### FC Nitra
V zimním přestupovém období ročníku 2011/12 odešel zpět na Slovensko, kde podepsal smlouvu na dva a půl roku s Nitrou.

#### Sezóna 2011/12
Premiérový start zaznamenal ve 22. kole hraném 17. března 2012 v souboji se Spartakem Trnava, když nastoupil na 65 minut a svoji brankou pomohl k těsné výhře 2:1. Na jaře 2012 odehrál pouze pět utkání v lize.

#### Sezóna 2012/13
Poprvé v dresu Nitry skóroval na půdě ViOnu Zlaté Moravce, kdy deset minut před koncem první půle zvyšoval na konečných 2:0. Následně se dvakrát trefil do sítě klubu MFK Košice (výhra 4:1) v 7. kole, prosadil se v 63. minutě ze hry a v 89. minutě z penalty. V rozmezí 9.-13. kole třikrát skóroval, trefil se v soubojích s týmy FC Spartak Trnava (prohra 1:3), ŠK Slovan Bratislava (prohra 2:5) a FK AS Trenčín (prohra 1:2). Svoji sedmou a osmou branku zaznamenal 17. listopadu 2012 do sítě Tatranu Prešov v 17. kole, Nitra svého soka porazila doma 4:1. Podeváté se prosadil v souboji s mužstvem MŠK Žilina, když devět minut před koncem zvyšoval na konečných 2:0. Na jaře se trefil jen jednou, a to ve 24. kole proti klubu MFK Ružomberok z pokutového kopu a podílel se na výhře 3:0 nad tímto soupeřem. Za rok si připsal 31 ligových střetnutí.

#### Sezóna 2013/14
Ve čtvrtém kole se trefil ve 33. minutě ze hry a o třicet minut později z penalty do sítě Ružomberku při remíze 3:3. 21. 9. 2013 rozhodl jediným gólem zápasu domácí duel s týmem FK Senica. Svoji čtvrtou branku v sezoně dal ve 31. minutě souboje s Košicemi, když otevřel skóre zápasu. Nitra nakonec podlehla soupeři v poměru 2:3. Následně rozvlnil sít v 18. kole hraném na domácím stadionu 23. listopadu 2013 proti Dukle Banská Bystrica (výhra 2:0). Pošesté se trefil ve 24. kole v souboji se Spartakem Myjava, když v 87. minutě zvyšoval na konečných 3:0. Svůj sedmý gól vstřelil 20. 5. 2014 v odvetě proti Slovanu Bratislava, ale prohře 1:2 na hřišti soupeře nezabránil. Poosmé si připsal branku taktéž v odvetném utkání v souboji posledního 33. kola se Senicí, nad kterou Nitra zvítězila 2:0. Na jaře 2014 Nitra skončila na 12. místě a sestoupila do druhé nejvyšší slovenské soutěže. V ročníku 2013/14 odehrál v lize celkem 29 utkání.

### FC Spartak Trnava
V létě 2014 se nejprve připravoval s Nitrou, v srpnu uzavřel dvouletý kontrakt se Spartakem Trnava.

#### Sezóna 2014/15
Protože do Spartaku přestoupil v srpnu 2014, nebyl u postupů z prvních dvou předkol Evropské ligy UEFA 2014/15 proti maltskému mužstvu Hibernians FC (výhry 5:0 a 4:2) a klubu FC Zestafoni z Gruzie (výhra 3:0 a remíza 0:0). S Trnavou se představil ve 3. předkole proti skotskému týmu St. Johnstone FC (remíza 1:1 a výhra 2:1) a nastoupil i ve čtvrtém předkole - play-off o účast ve skupinové fázi proti mužstvu FC Zürich ze Švýcarska, se kterým po prohře 1:3 a remíze 1:1 vypadl.
V lize si odbyl premiéru v 5. kole hraném 10. 8. 2014 proti klubu FO ŽP ŠPORT Podbrezová. Odehrál celých 90. minut, ale Spartak prohrál doma 0:1. Poprvé skóroval 28. února 2015 v souboji se Spartakem Myjava (výhra 5:1), prosadil se ve 32. minutě a dal gól na 2:1. Následně se trefil ve 48. a 67. minutě proti ViOnu Zlaté Moravce, Trnava na domácím stadionu zvítězila 3:0. Další dvoubrankový zápas zažil 17. 5. 2015 ve 30. kole v souboji se Senicí (výhra 4:2), zaznamenal svůj čtvrtý a pátý přesný zásah. Během roku si připsal 20 ligových startů.

#### Sezóna 2015/16
Nastoupil v prvním předkole Evropské ligy UEFA 2015/16 v souboji s bosenským Olimpikem Sarajevo, přes který Spartak Trnava po remízách 0:0 a 1:1 postoupil. Následně kvůli zdravotním a rodinným problémům nehrál. V lize si během sezony připsal pouze jeden start, když 6. listopadu 2015 v šestém kole nastoupil do druhého poločasu zápasu s klubem MFK Skalica (výhra 2:1) namísto Alda Baéze.

### ŠK Slovan Bratislava
Před sezonou 2016/17 Fortuna ligy Spartak opustil a v červenci 2016 přestoupil do Slovanu Bratislava.
Premiérový start v dresu Slovanu Bratislava zaznamenal ve třetím kole hraném 31. července 2016 v souboji s Podbrezovou. Na hrací ploše vystřídal ve 39. minutě Vukana Savićeviće, ale porážce na půdě soupeře v poměru 0:2 nezabránil. Od 19. kola za A-tým nehrál a nastupoval pouze za rezervu ve druhé lize. V sezoně 2016/17 se podílel na zisku domácího poháru, přestože ve finále hraném 1. května 2017 proti tehdy druholigovému týmu MFK Skalica nenastoupil. Jeho spoluhráči porazili soupeře v poměru 3:0. Za "áčko" odehrál ligový zápas až v posledním 33. kole. Celkem v ročníku nastoupil v lize k deseti střetnutím. Po skončení sezony 2016/17 mu ve Slovanu vypršela smlouva a o novém kontraktu s ním vedení mužstva nejednalo.

### FC ViOn Zlaté Moravce – Vráble
V červenci 2017 zamířil jako volný hráč do ViOnu Zlaté Moravce – Vráble.